# Цвітковка
Цвітко́вка (рос. Цветковка) — село у складі Асінівського району Томської області, Росія. Входить до складу Ягодного сільського поселення.

## Населення
Населення — 153 особи (2010; 211 у 2002).
Національний склад (станом на 2002 рік):
- росіяни — 82 %